# Каменская, Мария Фёдоровна
Марья Фёдоровна Каме́нская (урождённая графиня Толстая; 3 [15] октября 1817, Санкт-Петербург — 22 июля [3 августа] 1898, там же) — русская писательница, мемуаристка.

## Биография
Дочь вице-президента Академии художеств графа Фёдора Петровича Толстого от первого брака с Анной Фёдоровной Дудиной (1792—1835). Троюродная сестра Л. Н. Толстого. Мать А. П. Барыковой. Получила прекрасное домашнее образование.
Автор стихотворений, пьес, прозаических сочинений. Участвовала в детских и народных журналах («Лучи», «Народное чтение»), писала комедии («Волос долог; ум короток», «Старина»), драму, «Лиза Фомина», роман «Непетый» (1860), переделанный потом под заглавием: «Своя рубашка ближе к телу» («Живописное обозрение», 1880).
Наиболее любопытны воспоминания Каменской, касающиеся преимущественно литературных кружков начала XIX века; они написаны правдиво и талантливо. Сначала появились «50 лет назад» («Отечественные записки», 1860 и отд.) «Знакомые» («Время», 1861); «Воспоминания» Каменской позже (1894) печатались в «Историческом вестнике».
Была похоронена с родными сёстрами на Смоленском православном кладбище.

## Семья
Сестра — художница Екатерина Фёдоровна Юнге.
Жена писателя Павла Павловича Каменского. В браке родились:
- Анна (1839—1893)— поэтесса, в первом браке Карлинская, во втором Барыкова; внучка М. Ф. Каменской по этой линии — Мария Сергеевна Глебова (1875—1942), жена Н. Н. Глебова, правнучка — художница Татьяна Глебова.
- Федор (1841—1891);
- Мария (1844—1886);
- Екатерина (1850—после 1929) — в браке баронесса Штейнгель[4];
- Гавриил (1853—1912), художник Императорского Мариинского театра;
- Павел (1858—1922), художник Императорского Мариинского театра.

## Публикации текстов
- Каменская М. Ф. Воспоминания М. Ф. Каменской // Исторический вестник, 1894. — Т. 58. — № 10. — С. 37–56.; Т. 55. — № 1. — С. 34–58.
- Каменская М. Ф. Воспоминания / М. Каменская; подгот. текста, сост., вступ. ст. и коммент. В. М. Боковой. — М. : Художественная литература, 1991. — 382, [1] с. — (Забытая книга). — 100 000 экз. — ISBN 5-280-01767-1.